# IC 4668
IC 4668 ist ein Stern im Sternbild Draco. Das Objekt wurde am 16. Oktober 1890 von Guillaume Bigourdan entdeckt.